# 成都理工大学
成都理工大学（英語：Chengdu University of Technology，缩写：CDUT），简称成理或成都理工，校区位于中国四川省成都市成华区和宜宾市翠屏区，由中华人民共和国教育部、中华人民共和国自然资源部、四川省人民政府和成都市人民政府共建，是首批国家“双一流”建设高校，国家“中西部高校基础能力建设工程”、“111计划”、“卓越工程师教育培养计划”、“国家建设高水平大学公派研究生项目”、“特色重点学科项目”、“国家级新工科研究与实践项目”、“全国深化创新创业教育改革示范高校”、“国家级大学生创新创业训练计划”、“CDIO工程教育联盟”、“成渝地区双城经济圈高校联盟”成员，为中国高层次人才培养与科学研究基地之一。
学校是以理工为主，地质、石油、资源、核技术、环境为优势，土木、化工、材料、电子、机械、信息、管理为特色，经管、文法、外语、艺术、体育等协调发展的部省共建重点大学，为原中华人民共和国地质部、地质矿产部、国土资源部直属重点高校。学校牵头成立国际大型滑坡研究协会（iRALL）等国际学术组织，承担“深时数字地球（Deep-time Digital Earth，简称DDE）等国际大科学计划，先后承担了国家重大研发计划、国家重大科技专项、国家科技支撑计划、国家自然科学基金、国家“863”计划、国家“973”计划、国家社会科学基金、国家地调计划、中国工程院战略研究与咨询项目等一大批重要项目。
截至2021年5月，学校用地2887亩，建筑面积97万平方米。 设有20个教学学院、1个沉积地质研究院、1个地质调查研究院。设有66个（类）本科专业。学校有教职员工3091人，其中教授（级）572人、副教授（级）818人。特聘中国科学院刘宝珺院士为名誉校长。柔性引智高端专家（院士）58人。2021-2022学年，学校全日制在校生总规模为38373人，其中普通本科生30161人，硕士研究生6912人，博士研究生1153人。

## 历史沿革

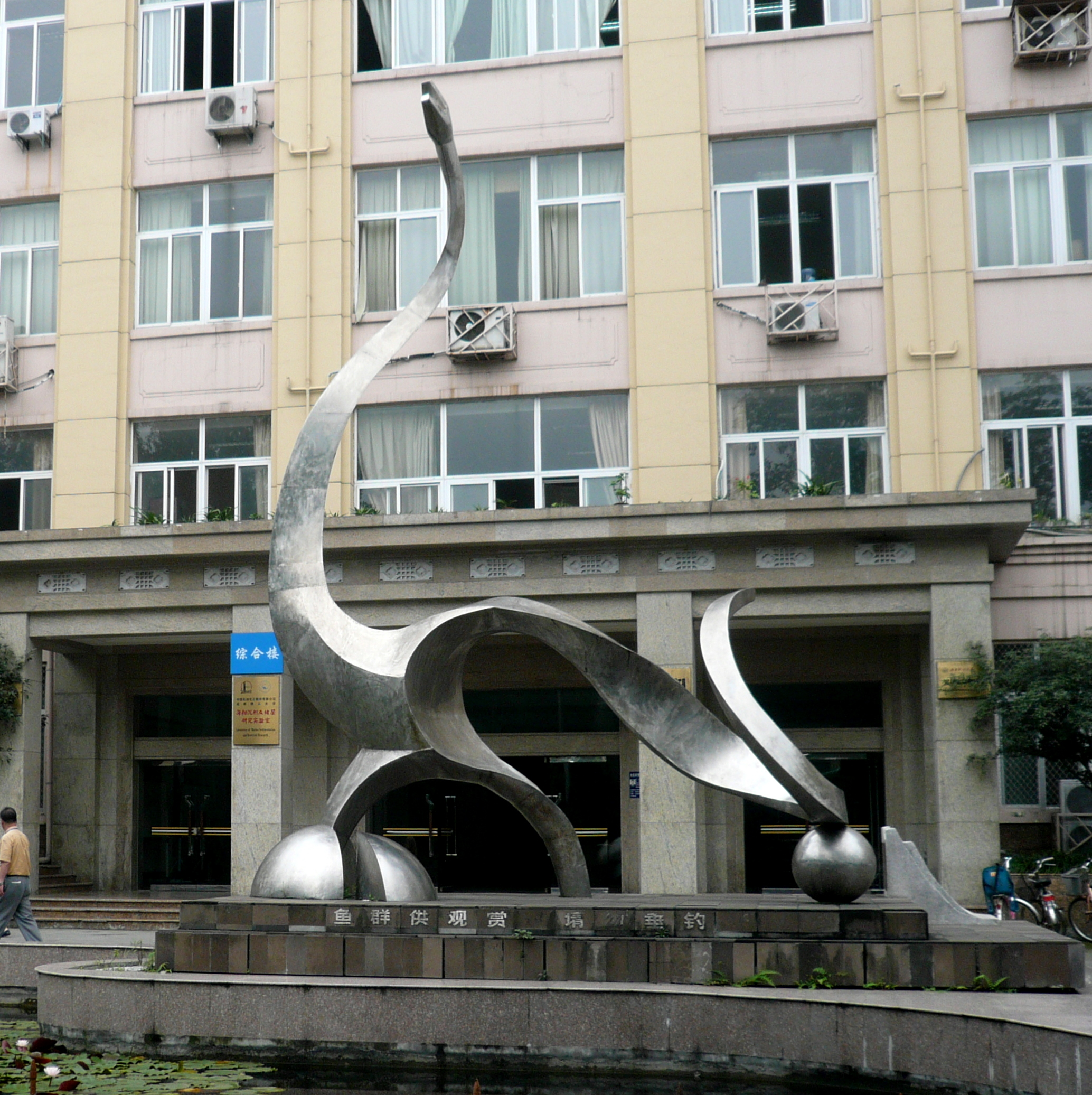
成都理工大学综合楼

成都理工大学前身为成都地质学院（初名成都地质勘探学院），创办于1956年3月15日，由重庆大学、西北大学、南京大学、北京地质学院（现中国地质大学）、长春地质勘探学院（现吉林大学）、交通大学地质相关科系组建而成，为原地质部、地质矿产部、国土资源部直属重点高校。1960年，学校开始招收研究生。1966年4月，文化大革命开始后，学校停止招生6年；1972年3月，开始招收三年制普通班大学生；1977年全面恢复本科生；1978年恢复招收硕士研究生。1981年，学校成为国家恢复学位制度后首批获得硕士授予权的高校；1983年，学校成为国家恢复学位制度后首批招收博士生的高校，1984年获博士学位授予权。1993年更名为成都理工学院。学校先后为地质部、地质矿产部、国土资源部直属重点高校，2000年划转为中央与地方共建。2001年更名为成都理工大学。2010年国土资源部与四川省人民政府重新签署共建成都理工大学协议。2017年入选首批国家“双一流”建设高校。2019年教育部与四川省人民政府签署《共建四川大学等8所“双一流”建设高校协议》，成为教育部与四川省共建高校。2022年入选第二轮国家“双一流”建设高校。

## 师资
截至2024年2月，学校有教职员工3091人，其中教授（级）572人、副教授（级）818人。获国家级人才项目、称号和荣誉235人次。获省部级人才项目、称号和荣誉574人次。以柔性引进等方式聘请两院院士35名。学校现有4个院士工作团队、1个国家级教学团队、1个国家自然科学基金创新群体、1个教育部“长江学者和创新团队发展计划”团队、1个全国高校黄大年式教师团队、15个四川省科技创新团队（创新研究群体）、1个四川省社会科学高水平研究团队。
| 中国科学院院士                    | 刘宝珺（名誉校长）、王成善、郭华东、陈毓川、张国伟等35位                                               |
| 中国工程院院士                    | 多吉、唐菊兴 等                                                                                        |
| 973项目首席科学家                 | 黄润秋、王成善                                                                                         |
| 国家杰出青年科学基金（9人）       | 许强、黄润秋、庹先国、王成善、刘耘、范宣梅、李超、彭强、胡伟                                           |
| 长江学者特聘教授（3人）           | 许强、刘清友、王宇杰、叶芳伟 等                                                                        |
| IEEE Fellow (1人）                | 黄琦                                                                                                   |
| 国家级教学名师（2人）             | 黄润秋、刘清友                                                                                         |
| 全国杰出专业技术人才（2人）       | 黄润秋、许强                                                                                           |
| 国务院学科评议组成员（5人）       | 金景福、张倬元、倪师军、施泽进、伊向艺                                                                 |
| 国家级有突出贡献中青年专家（7人） | 黄润秋、刘宝珺、李勇、裴向军、刘耘、唐菊兴、范宣梅                                                     |
| 国家百千万人才工程人选（14人）    | 黄润秋、王成善、刘树根、唐川、刘清友、许强、李天斌、庹先国、李忠权、李勇、刘耘、唐菊兴、裴向军、范宣梅 |

## 学科建设

#### 世界一流学科建设学科（1个）：
地质资源与地质工程（地球科学学科群）世界一流学科，以学科群的方式进行建设，涵盖“地质资源与地质工程、地质学、地球物理学”三个一级学科博士学位授权点。

#### 国家重点学科（1个）：
地质资源与地质工程（含“地质工程”、“矿产普查与勘探”、“地球探测与信息技术”三个二级重点学科）。

#### 国家重点（培育）学科（1个）：
矿物学、岩石学、矿床学。

#### 省级重点学科（15个）：
应用化学、环境工程、固体地球物理学、岩土工程、矿物学·岩石学·矿床学、古生物学与地层学（含古人类学）、信号与信息处理、构造地质学、地球化学、油气田开发工程、第四纪地质学、材料学、核技术与应用、管理科学与工程、应用数学。
| 博士后流动站（6个）                                  | 地质资源与地质工程、地质学、地球物理学、管理科学与工程、土木工程、核科学与技术 |
| 一级学科博士学位授权点（9个）                        | 地质学、地质资源与地质工程、地球物理学、土木工程、管理科学与工程、石油与天然气工程、核科学与技术、环境科学与工程、数学 |
| 博士专业学位授权类别（1个）                          | 资源与环境 |
| 博士、硕士学位授权自主设置及交叉设置二级学科（13个） | 岩石物理学、沉积学（含：古地理学）、矿产资源化学、核资源与核勘查工程、环境地质学、应用地球物理、矿物材料学、金属矿产与金属材料学、非常规油气地质学、石油与天然气地质学、数学地质、资源与环境遥感、地下水科学与工程 |
| 一级学科硕士学位授权点（28个）                       | 应用经济学、马克思主义理论、法学、数学、化学、物理学、地理学、地球物理学、地质学、仪器科学与技术、材料科学与工程、信息与通信工程、计算机科学与技术、土木工程、测绘科学与技术、化学工程与技术、地质资源与地质工程、石油与天然气工程、环境科学与工程、管理科学与工程、工商管理、外国语言文学、新闻传播学、力学、网络空间安全、纪检监察学、水土保持与荒漠化防治学 |
| 硕士专业学位授权类别（20个）                         | 金融、应用统计、法律、翻译（英语笔译；英语口译）、电子信息、机械、材料与化工、资源与环境、能源动力、土木水利、生物与医药、风景园林、会计、工程管理、戏剧与影视、设计、国际商务、社会工作、旅游管理、体育 |

## 科研

### 科研平台（部分）
学校是国家重要的高层次人才培养与科学研究基地。

#### 全国重点实验室
- 油气藏地质及开发工程全国重点实验室（网站 （页面存档备份，存于））
- 地质灾害防治与地质环境保护全国重点实验室 （网站 （页面存档备份，存于））

#### 国家环境保护重点实验室
- 国家环境保护水土污染协同控制与联合修复重点实验室
- 国家环境保护机动车污染控制与模拟重点实验室（成都基地）

#### 教育部重点实验室
- 地球探测与信息技术教育部重点实验室

#### 自然资源部重点实验室
- 构造成矿成藏国土资源部重点实验室
- 地学空间信息技术国土资源部重点实验室
- 自然资源部深时地理环境重建与应用重点实验室

#### 应急管理部重点实验室
- 滑坡灾害风险预警与防控应急管理部重点实验室

#### 国家能源局重点实验室
- 国家能源碳酸盐岩油气重点实验室

#### 高等学校学科创新引智基地
- 地质灾害防控学科创新引智基地

#### 自然资源部工程技术创新中心
- 自然资源部复杂构造区页岩气勘探开发工程技术创新中心
- 自然资源部地质环境监测工程技术创新中心
- 自然资源部西部地区地质灾害防控与生态修复技术创新中心

#### 天府实验室
- 天府永兴实验室（碳中和）

#### 四川省重点实验室
- 地学核技术四川省重点实验室
- 数学地质四川省重点实验室
- 地质灾害防治与地质环境保护四川省重点实验室
- 页岩气评价与开采四川省重点实验室（参与）

#### 青海省重点实验室
- 硫酸盐型盐湖资源综合利用青海省重点实验室（共建）

#### 四川省2011协同创新中心
- 地质灾害防控协同创新中心
- 攀西战略矿产资源综合利用协同创新中心
- 四川盆地及周缘优质页岩气资源潜力评价协同创新中心

#### 四川省工程研究中心/实验室
- 四川省页岩气勘探开发工程实验室
- 四川省地质环境脆弱区生态修复材料与技术工程研究中心
- 四川省地热能勘探技术工程研究中心
- 四川省数控装备超精密驱动与传动工程研究中心
- 四川省油气钻完井智能装备工程研究中心
- 四川省新制式轨道齿轮传动装备工程研究中心（参与）

#### 四川省工程技术研究中心
- 四川省工业互联网智能监测及应用工程技术研究中心
- 四川省土壤地下水环境修复与评价工程技术研究中心
- 四川省复杂地质TBM智能掘进与灾害防治工程技术研究中心
- 四川省地理国情与资源环境承载力监测工程技术研究中心（共建）

#### 四川省哲学社科重点研究基地
- 四川矿产资源研究中心
- 国家公园研究中心

### 获得奖项
学校先后承担了国家重大研发计划、国家重大科技专项、国家科技支撑计划、国家自然科学基金、国家“863”计划、国家“973”计划、国家社会科学基金、国家地调计划等一大批重要项目。截至2022年，学校累计获得国家和省部级科技奖等奖项共计1040项（次），其中国家级奖项有：国家科技进步特等奖1项、国家科技进步一等奖4项、中国国际科技合作奖1项、国家自然科学二等奖1项、国家科技进步二等奖9项、中国专利奖金奖1项、国家技术发明奖三等奖2项、国家科技进步三等奖7项。截止2020年，获得授权专利1920余项。
2019年，学校获得国家科技进步奖3项，其中参与的“渤海湾盆地深层大型整装凝析气田勘探理论技术与重大发现”获国家科技进步一等奖，牵头完成的“西部山区大型滑坡潜在隐患早期识别与监测预警关键技术”、“中国西部海相碳酸盐岩层系构造—沉积分异与大规模油气聚集”获国家科技进步二等奖。

### 学术期刊
主办学术期刊6种，其中有CSCD核心期刊2种、中文核心期刊2种、中国科技核心期刊4种。
- 《成都理工大学学报（社会科学版）》是由四川省教育厅主管、成都理工大学主办的、面向中国国内外公开发行的人文社会科学类综合性学术期刊，其前身是1993年创刊的《四川省商业高等专科学校学报》。2003年《四川省商业高等专科学校学报》与《理工高教研究》（成都理工大学内刊）合刊，并经国家新闻出版总署批准正式更名为《成都理工大学学报（社会科学版）》，刊期为季刊。2011年又经国家新闻出版总署批准，刊期正式转为双月刊。[15]
- 《成都理工大学学报（自然科学版）》创办于1960年，原名《成都地质学院学报》（1960～1993年）、《成都理工学院学报》（1994～2002年）。入选北京大学图书馆和北京高校图书馆期刊工作研究会的《中文核心期刊要目总览》第一版（1992）、第三版（2000） 、第四版（2004） 和第五版（2008）；中国科技信息研究所的“中国科技论文统计源期刊（中国科技核心期刊）”。[16]
- 《矿物岩石》创刊于1980年，属四川省科协主管，由四川省矿物岩石地球化学学会与成都理工大学主办。主要就矿物学、岩石学、矿床学、地球化学、沉积学以及相关学科为广大科技工作者搭建地球及空间科学中有关物质成分的学术理论、新技术、新方法、新成果的交流平台，为矿产资源的开发利用提供服务。先后三次（1996年、2000年、2004年）被遴入中文核心期刊要目总览以及EI光盘版全部收录。
- 《物探化探计算技术》创刊于1979年。主要刊登中国国内外地球探测信息处理和计算机处理及其应用的学术论文及研究成果。被美国《化学文摘》（CA）、《中国石油文摘》、《中国地质文摘》及美国《地质光盘数据库》、俄罗斯《文摘杂志》等十多家中国国内外知名文摘收录，还成为《中国科学引文数据库CSCD》、《中国科技论文统计》等知名检索机构的来源期刊。
- 《国土资源科技管理》（原《地质科技管理》、《地质系统管理研究》）创刊于1984年，由国土资源部国际合作与科技司和成都理工大学主办，是一份刊载土地、矿产、水、海洋等自然资源科技和管理研究成果的综合性学术刊物。是中国学术期刊综合评价数据库来源期刊；《中国学术期刊（光盘版）》全文收录期刊；《中国期刊网》 入网期刊；万方数据——数字化期刊群入网期刊；《中文科技期刊数据库》原文收录期刊；《中国人文社会科学引文数据库》来源期刊；CEPS收录期刊；《CAJ-CD规范》执行优秀期刊。
- 《地质灾害与环境保护》创刊于1990年9月，为自然科学学术性期刊。主要刊登由地球内部动力和外动力以及不合理的人类工程活动引起的地质灾害，如滑坡、崩塌、岩溶塌陷、地裂缝、地面沉降、土壤沙漠化、海水入侵等地质灾害方面的治理与环境保护方面的研究成果。该刊已加入“中国学术期刊（光盘版）”和“中国期刊网”；中国科技信息研究院万方（数据）集体公司《科技期刊群》。

## 对外交流合作
成都理工大学重视对外交流与合作，与资源、能源、环境、建筑、军工和高新技术等领域的国家大型企业和科研院所建立了长期的产学研合作关系。学校是国家留学基金委创新项目等多个国家公派项目实施单位，先后与英国、加拿大、俄罗斯、美国、澳大利亚、新西兰、荷兰、意大利等国家的180余所大学和科研机构建立了交流合作关系，获批实施英国牛顿基金会与国家自然科学基金委中英合作项目等国际项目。
近年来大批国外著名专家学者来成都理工大学交流访问、讲授课程，参与科研，极大的提高了学校教学科研国际化水平。学校邀请多名诺贝尔奖获得者和一大批世界知名专家学者来校讲学，国际合作科技项目取得丰硕成果。学校聘请外籍专家定期为本科生、研究生开设课程，纳入人才培养体系。近5年共聘请400余人次长期外国专家在校任教，规模在四川省仅次于四川大学及电子科技大学。
成都理工大学2005年开始与英国数所大学开展深度合作，是全国较早设立中外合作办学项目的高校。现有两个中外合作办学项目、一个中外合作办学机构。2019年，教育部批准设立中外合作办学机构成都理工大学牛津布鲁克斯学院。
2013年，成都理工大学与英国爱丁堡大学签署教育合作备忘录。两校在地质学、地球物理学、环境地学等5个本科专业开展“2+2”合作办学项目。学生先在国内学习两年本科课程，然后到爱丁堡大学继续深造、完成剩余两年的本科课程后，可同时获得成都理工大学的毕业证书、学位与爱丁堡大学的学位。

## 校园

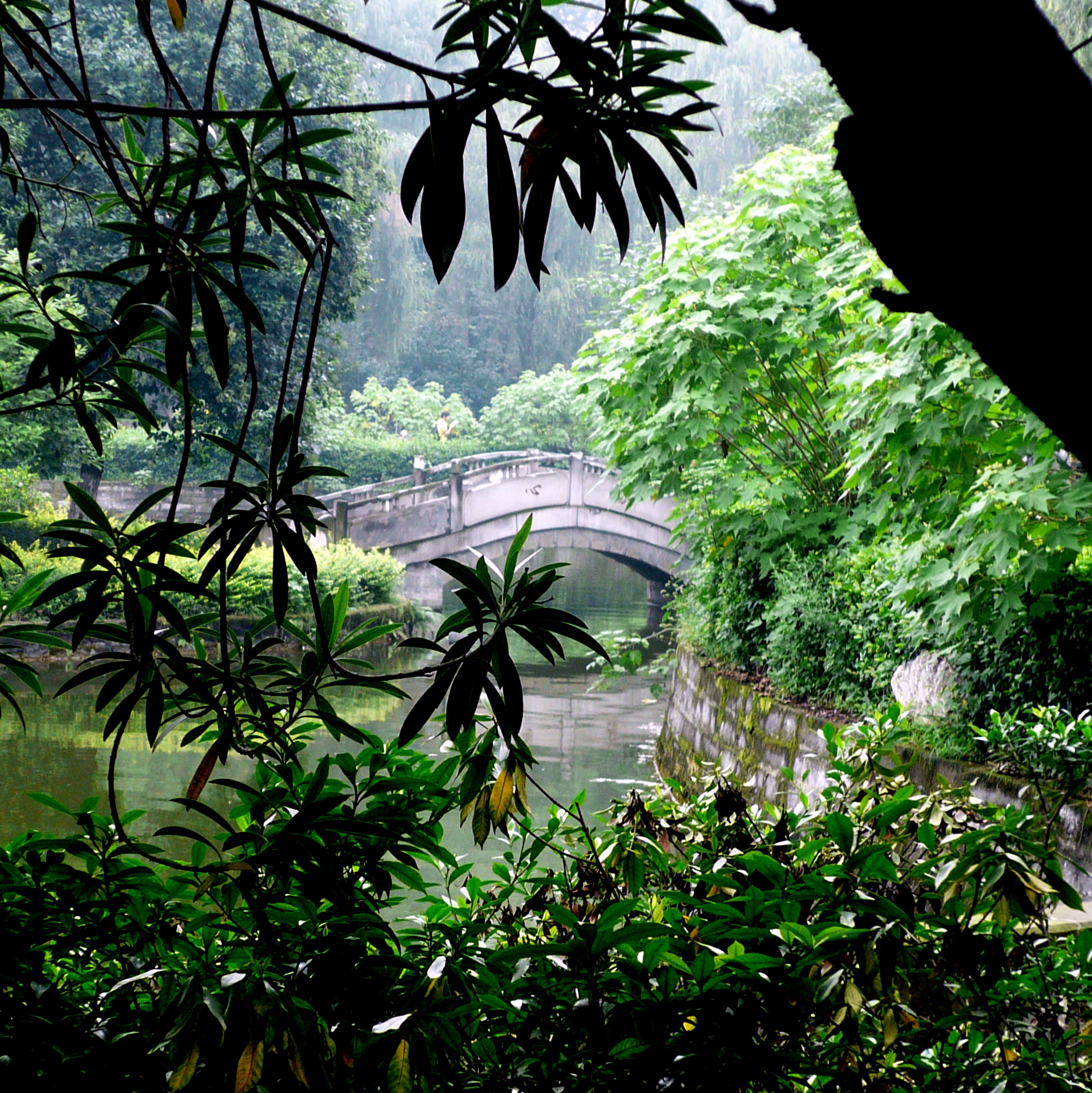
成都理工大学的心桥

### 成都校区
校园面积2887亩，校舍建筑面积70余万平方米，一座博物馆，一座东区图书馆，一座水上图书馆。

#### 图书馆
截至2019年3月，学校建有2个图书馆，东区图书馆建筑面积4.1万平方米、阅览座位6000个，西区图书馆（水上图书馆）建筑面积1万平方米、阅览座位1200个。馆内建有国土资源西南地区科技查新站和四川省高等学校文献传递服务中心。截止2022年，图书馆馆藏印刷型书刊296万册，拥有数字资源数据库96个、电子图书263万册、电子期刊137万册。档案管理达到“科技事业单位档案管理国家一级”标准。学校主办公开出版发行学术期刊6种,其中北大中文核心期刊2种、CSCD收录期刊2种、科技核心4种，并与Elsevier合办国际期刊《Ore and Energy Resource Geology》。

#### 博物馆

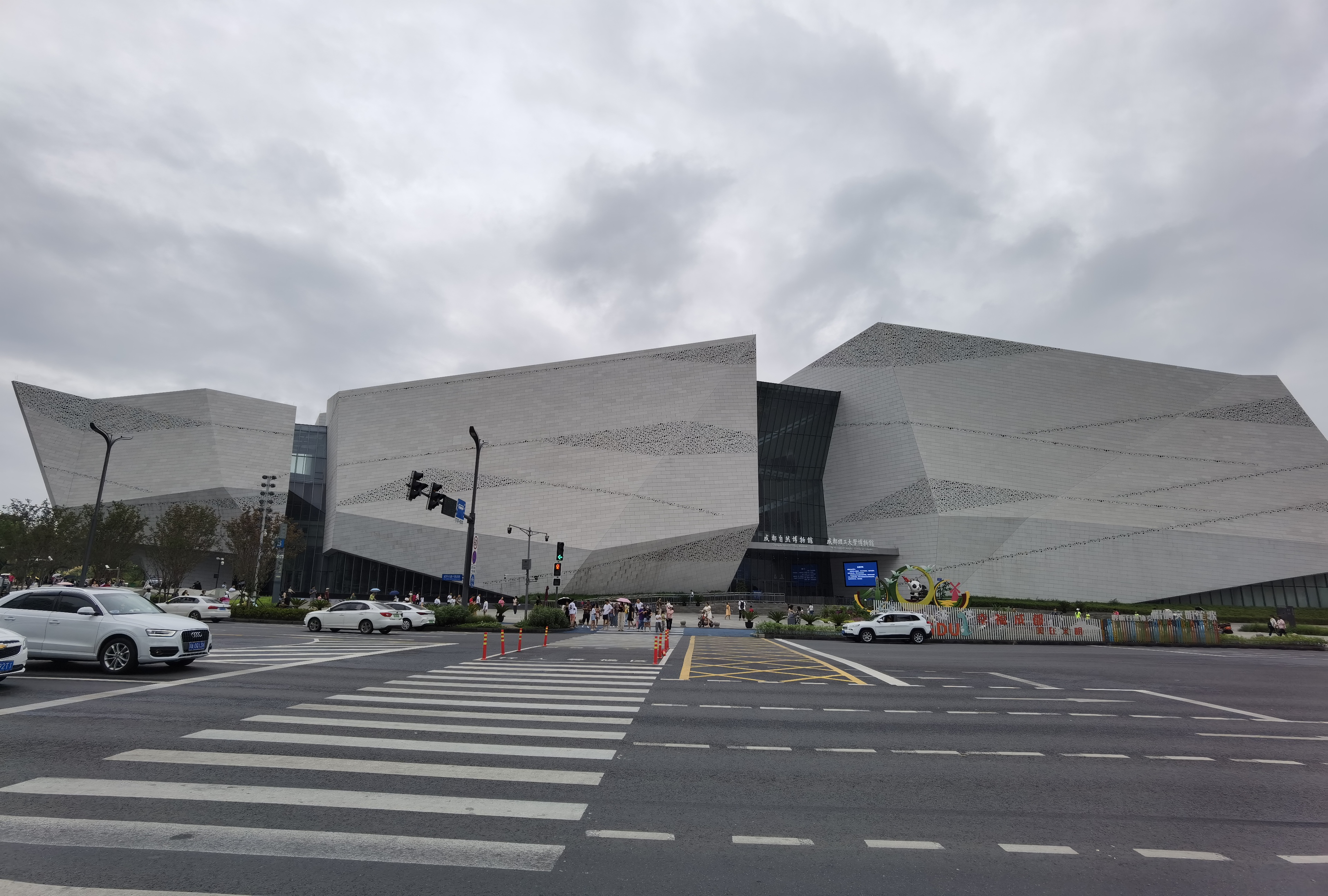
成都自然博物馆（成都理工大学博物馆）

成都理工大学博物馆是一座在中国享有较高知名度的以地学类为主的自然博物馆，馆藏标本10万余件，其中合川马门溪龙化石、重庆大竹鱼化石、隆昌铁陨石等都是世界级的珍品。与成都市共建成都自然博物馆（成都理工大学博物馆），为中国西部最大自然博物馆。

## 学院设置
- 研究生院
- 地球科学学院
- 能源学院
- 环境与土木工程学院
- 地球物理学院
- 物理学院
- 数学科学学院
- 核技术与自动化工程学院
- 材料与化学化工学院
- 管理科学学院
- 马克思主义学院
- 外国语学院
- 法学院
- 商学院
- 传播科学与艺术学院
- 体育学院
- 计算机与网络安全学院
- 地理与规划学院
- 生态环境学院
- 国际教育学院（牛津布鲁克斯学院）
- 沉积地质研究院
- 地质调查研究院
- 产业技术学院（宜宾校区）
- 继续教育学院

独立学院：
- 成都理工大学工程技术学院

## 杰出校友
- 常隆庆（攀枝花之父）
- 多吉（中国工程院院士、原西藏自治区人大常委会副主任）
- 王成善（中国科学院院士）
- 崔鹏（中国科学院院士）
- 胡瑞忠（中国科学院院士）
- 唐菊兴（中国科学院院士）
- 张水昌（中国科学院院士）
- 黄润秋（中华人民共和国生态环境部部长、九三学社中央副主席）
- 胡昌升（甘肃省省委书记、甘肃省人大常委会主任）
- 许大纯（自然资源部副部长、中国地质调查局局长）
- 罗强（四川省人大常委会副主任）
- 赖蛟（西藏自治区党委常委、组织部部长）
- 胡广杰（江苏省副省长）
- 李彬（广西壮族自治区原副主席、九三学社广西壮族自治区主委）
- 王世杰（贵州省人大常委会副主任、民革中央常委、贵州省委主委）
- 王昱 （重庆市政协副主席、台盟重庆市主委）
- 宗国英（云南省人大常委会副主任，原云南省委常委、常务副省长）
- 周源（知乎创始人、CEO）
- 唐岩（陌陌创始人、董事长）
- 周心怀（中国海洋石油集团董事长）
- 夏庆龙（中国海洋石油有限公司（0883.HK, 600938.CH）原总裁、执行董事）
- 梅非奇（中国银行（601988.SH, 3988.HK）高级管理层成员 ，中国银行原董事会秘书、公司秘书）
- 冯勇（中国东方电气集团有限公司董事会秘书、总审计师）
- 柳江（四川长虹电子控股集团有限公司董事长）
- 游勇（四川省旅游投资集团有限责任公司董事长）
- 宋葵（重庆市能源投资集团董事长、华润电力控股（0836.HK）董事会副主席）
- 胡泽松（盛和资源控股股份有限公司（600392.SH）董事长）
- 章方良（金斯瑞生物科技股份有限公司（01548.HK）创始人、董事会主席，传奇生物科技股份有限公司（NASDAQ: LEGN）董事会主席）
- 胡精沛（厦门万里石股份有限公司（002785.SZ）董事长、第一大股东）
- 蒋朝文（华控康泰（01312.HK）首席执行官、执行董事，同方药业集团有限公司总裁）
- 王之敬（美国雪佛龙石油公司首席科学家、美国勘探地球物理学家协会（SEG）前副主席、斯坦福大学地球物理系讲座教授）
- 万大庆（加州大学欧文分校教授，国际华人数学家晨兴数学银奖获得者）